# 가교비
가교비(架橋碑)는 대한민국 충청남도 부여군 옥산면 상기리에 있는 조선시대의 비석이다. 1984년 5월 17일 충청남도의 문화재자료 제118호로 지정되었다.

## 개요
가교비란 다리를 놓은 후 그 과정을 기록해 놓은 것이다. 이 비는 보령의 미산면과 부여의 옥산면이 맞닿아 있는 천덕산의 마당바위라 칭하는 곳에 마련되어 있다. 예전의 이곳은 고갯길상의 쉼터 역할을 하였을 것이나, 지금은 산길 자체가 거의 이용되지 않아 거의 묻혀지고 있다.
비는 방처럼 넓게 깔린 바위 윗면에 비문을 새겨 놓은 모습이다. 남아있는 비문은 많이 닳아 있어 확실히 판독하기 어려운 상태로, 원래는 30자 가량의 글씨를 4줄로 새겨 놓았을 것으로 보인다.
이 고갯길 너머 보령 미산의 도흥리에 있던 한 사찰의 스님이 이곳에 돌다리를 놓은 뒤 이 비문을 새겨두었다고 전한다.

## 참고 문헌
- 가교비 - 국가유산청 국가유산포털